# Kaktusparakit
Kaktusparakit (Eupsittula cactorum) är en fågel i familjen västpapegojor inom ordningen papegojfåglar.

## Utseende
Kaktusparakiten är en medelstor parakit med kontrasterande grön rygg, gulorange buk och ljusbrunt ansikte. Kring ögat syns en vit ring med bar hud. 

## Utbredning och systematik
Kaktusparakit delas in i två underarter:
- Eupsittula cactorum caixana – förekommer i caatinga i nordöstra Brasilien (från Pará till nordvästra Bahia)
- Eupsittula cactorum cactorum – förekommer i inlandet i caatinga i nordöstra Brasilien (i Bahia och närliggande Minas Gerais)

### Släktestillhörighet
Tidigare placerades arten i släktet Aratinga, men DNA-studier visar att arterna i släktet inte är varandras närmaste släktingar.

## Levnadssätt
Kaktusparakiten hittas i snåriga områden (caatinga) med inslag av buskar och kaktus, men kan också frekventera jordbruksmarker intill, som betesmarker eller fält med ris eller majs. Den ses i par eller smågrupper.

## Status
Arten har ett stort utbredningsområde och beståndet anses stabilt. Internationella naturvårdsunionen IUCN listar den därför som livskraftig (LC).

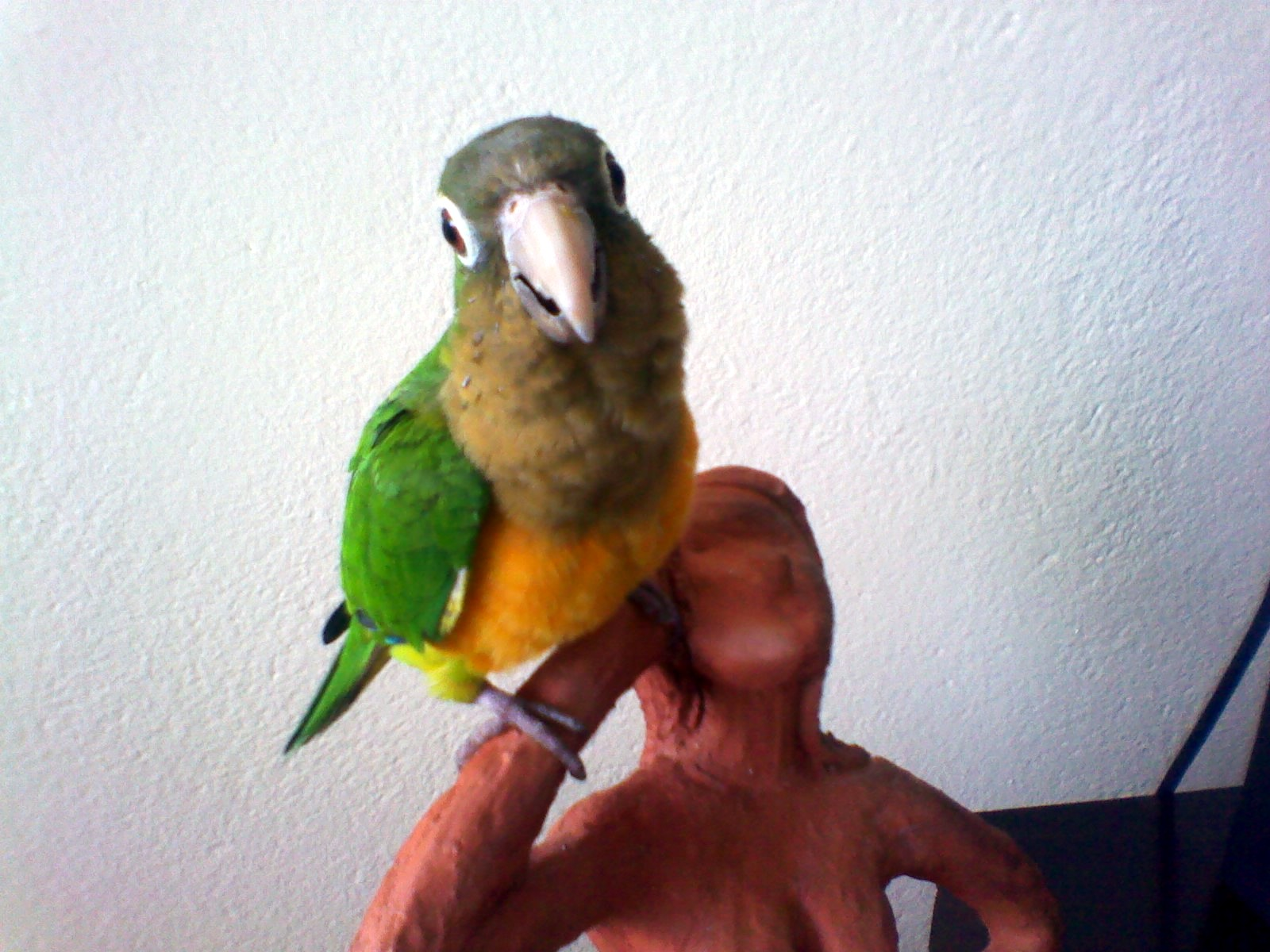